# Pseudonemesia scutata
Espèce
Pseudonemesia scutata est une espèce d'araignées mygalomorphes de la famille des Microstigmatidae.

## Répartition
Cette espèce est endémique de la province de Napo en Équateur,. Elle se rencontre dans le canton de Tena dans la réserve naturelle de Colonso Chalupas.

## Description
Le mâle holotype mesure 2,69 mm.

## Systématique et taxinomie
Cette espèce a été décrite par Dupérré et Tapia en 2025.

## Publication originale
- Dupérré & Tapia, 2025 : « Revision of the Ecuadorian Microstigmatidae (Araneae: Mygalomorphae), with the description of six new species. » European Journal of Taxonomy, vol. 1007, p. 87-132 (texte intégral).